# Сарагосская падающая башня
Сарагосская падающая башня, иногда называемая по-испански Torre Nueva (Новая башня) — была падающей башней в мудехарском стиле, располагавшаяся на площади Сан-Фелипе в Сарагосе (в Арагоне, Испания). С годами башня стала символом города. Это была также самая высокая башня (80 м (260 футов)) в стиле мудехар. Имела диаметр 11,5 м (38 футов) и была в плане 16-конечной звезды.
Построена в XVI веке как часовая башня из кирпича мастерами христианами Габриэлем Гомбао и Антоном Сариньеной, мусульманами Исмаилом Аллабаром и Монферризом и иудеем Хусе Гали.
Вскоре после завершения строительства башни стал заметен её наклон, хотя утверждалось, что никакой опасности для её устойчивости нет. В 1892 году городской совет Сарагосы принял решение снести башню, обосновав это решение наклоном и вероятными разрушениями. Против этого решения выступили многие представители интеллигенции и часть населения. После сноса башни горожане раскупили кирпичи на память.

## Описание
Башня была построена в 1504 году во время правления католических монархов. Она имела четыре уровня. Поперечное сечение первого было 16-остроконечной звездой, а следующие были восьмиугольными с угловыми контрфорсами, характерными для этих башен XVI-го века. Данная башня послужила моделью для других башен, таких как Соборная церковь Святой Марии в Калатаюде (Colegiata de Santa Maria la Mayor). Здание украшали геометрические фигуры, керамика, проемы с остроконечными арками. Верхняя часть была достроена в 1749 году, имела тройной шпиль, крыша была покрыта шифером, снятым в последние годы существования башни в 1878 году.
Башня начала наклоняться вскоре после завершения строительства, возможно, из-за спешки при строительстве фундамента и первого этажа. Южная часть башни была построена быстрее, чем северная, что вызвало разницу в напряжении между обеими сторонами, что привело к наклону башни. Ошибку пытались исправить, укрепив фундамент, но наклон сохранился. Угол наклона или отклонение от вертикали составляло почти три метра. С того же XVI века башня стала символом города. Во время Французской осады города (1808-1809) башня использовалась для наблюдения за передвижениями французских войск, а также для оповещения в случае опасности.
Эдвард Хоук Локер писал в 1823 году: «На Пласа-де-Сан-Фелипе стоит очень необычное здание, используемое в качестве колокольни, называемое El Torre Nuevo, название теперь несколько неуместно, так как оно было построено давно, в 1504 году. Оно в страхе склоняется к церкви на другой стороне улицы, но до сих пор не подавало дальнейших признаков соскальзывания с фундамента, простояв неподвижно более двух столетий. Оно построено из кирпича, с любопытным орнаментом, и имеет пролёт в 280 ступеней, ведущих к вершине… При первом взгляде на это любопытное сооружение возник вопрос: „Как так получилось?“, но мы найти ответ было не так легко, ибо жители Сарагосы, кажется, так же разделены во мнениях, как и в Пизе… Не исключено, что фундамент мог сместиться во время его возведения, и архитектор продолжил свою работу как вершину своего творчества, уравновешивая нижнюю сторону, чтобы предотвратить перенапряжение материала, так же, как утверждают историки, как и при строительстве Пизанской башни»
В XIX веке башня была запечатлена множеством художников и фотографов, среди которых Чарльз Клиффорд, в октябре 1860 года, и Ж. Лорана, между 1863 и 1877 годами. Башня также была сфотографирована местными фотографами Худесом и Койном. Ныне несуществующая марка сигарет Уильяма Imperial Brands поместила на пачке картину башни и ее описание в рамках серии коллекций об интересных зданиях мира.

## Снос башни
В 1878 году башню частично разрушили, убрав с неё тройной шпиль. В 1892 году городской совет Сарагосы принял решение снести башню, обосновав это решение наклоном и предполагаемыми разрушениями. Против этого решения выступили многие представители интеллигенции и часть населения города, но все усилия по её спасению оказались тщетными. Среди защитников башни были братья Гаскон де Готор, которые опубликовали многочисленные статьи, осуждающие «патрицид» «самой красивой башни мудехар», назвав разрушение башни «величайшим художественным преступлением, совершенным в Испании».
Полный снос продолжался год, начиная с лета 1892 года с установки строительных лесов. Кирпичи башни были проданы для фундаментов новых домов в городе.
В 1990-х годах на месте башни был установлен мемориал. Он состоит из периметра башни, очерченной на тротуаре, и скульптуры мальчика, сидящего на полу, глядя на башню, как будто она все ещё существует. В одном из магазинов площади находится небольшой музей, посвященный башне, с фотографиями и её фрагментами.

## Галерея
- «La Tour Penchée, a Saragosse» («Падающая башня Сарагосы»). Рисунок французского художника Гюстава Доре, 1874 год. Опубликовано в работе L’Espagne французского барона Шарля Давилье.
- Мемориал «Сидящий мальчик».

## Внешние ссылки
- «Zaragoza. La torre nueva or leaning tower», photo by J. Laurent, albumen, 34,1 x 25 cm. Архивировано из оригинала 4 марта 2016 года.
- High resolution image of the above photograph of Laurent of the Leaning Tower.